# Saint-Vincent-du-Boulay
Saint-Vincent-du-Boulay és un municipi francès situat al departament de l'Eure i a la regió de Normandia. L'any 2007 tenia 278 habitants.

## Demografia

### Població
El 2007 la població de fet de Saint-Vincent-du-Boulay era de 278 persones. Hi havia 92 famílies de les quals 20 eren unipersonals (4 homes vivint sols i 16 dones vivint soles), 24 parelles sense fills, 44 parelles amb fills i 4 famílies monoparentals amb fills.
La població ha evolucionat segons el següent gràfic:
Habitants censats

### Habitatges
El 2007 hi havia 124 habitatges, 96 eren l'habitatge principal de la família, 20 eren segones residències i 7 estaven desocupats. Tots els 122 habitatges eren cases. Dels 96 habitatges principals, 84 estaven ocupats pels seus propietaris i 12 estaven llogats i ocupats pels llogaters; 4 tenien dues cambres, 7 en tenien tres, 17 en tenien quatre i 68 en tenien cinc o més. 79 habitatges disposaven pel capbaix d'una plaça de pàrquing. A 44 habitatges hi havia un automòbil i a 43 n'hi havia dos o més.

### Piràmide de població
La piràmide de població per edats i sexe el 2009 era:
| Homes | Edats   | Dones |
| ----- | ------- | ----- |
| 0     | 95 o +  | 0     |
| 0     | 90 a 94 | 0     |
| 0     | 85 a 89 | 0     |
| 0     | 80 a 84 | 4     |
| 4     | 75 a 79 | 4     |
| 8     | 70 a 74 | 4     |
| 16    | 65 a 69 | 24    |
| 4     | 60 a 64 | 4     |
| 8     | 55 a 59 | 4     |
| 8     | 50 a 54 | 8     |
| 4     | 45 a 49 | 8     |
| 24    | 40 a 44 | 24    |
| 16    | 35 a 39 | 8     |
| 0     | 30 a 34 | 4     |
| 4     | 25 a 29 | 0     |
| 4     | 20 a 24 | 4     |
| 0     | 15 a 19 | 16    |
| 24    | 10 a 14 | 8     |
| 0     | 5 a 9   | 20    |
| 4     | 0 a 4   | 0     |

## Economia
El 2007 la població en edat de treballar era de 174 persones, 130 eren actives i 44 eren inactives. De les 130 persones actives 115 estaven ocupades (68 homes i 47 dones) i 15 estaven aturades (4 homes i 11 dones). De les 44 persones inactives 15 estaven jubilades, 15 estaven estudiant i 14 estaven classificades com a «altres inactius».

### Ingressos
El 2009 a Saint-Vincent-du-Boulay hi havia 108 unitats fiscals que integraven 289 persones, la mediana anual d'ingressos fiscals per persona era de 18.925 €.

### Activitats econòmiques
Dels 10 establiments que hi havia el 2007, 1 era d'una empresa extractiva, 1 d'una empresa de fabricació d'elements pel transport, 2 d'empreses de fabricació d'altres productes industrials, 1 d'una empresa de construcció, 1 d'una empresa de comerç i reparació d'automòbils, 3 d'empreses de serveis i 1 d'una empresa classificada com a «altres activitats de serveis».
Dels 5 establiments de servei als particulars que hi havia el 2009, 2 eren tallers de reparació d'automòbils i de material agrícola, 1 taller d'inspecció tècnica de vehicles, 1 fusteria i 1 perruqueria.
L'any 2000 a Saint-Vincent-du-Boulay hi havia 16 explotacions agrícoles que ocupaven un total de 864 hectàrees.

## Equipaments sanitaris i escolars
El 2009 hi havia una escola elemental integrada dins d'un grup escolar amb les comunes properes formant una escola dispersa.

## Poblacions més properes
El següent diagrama mostra les poblacions més properes.